# 慈愛 (アンドレア・デル・サルト)
『慈愛』（じあい、仏: La Charité, 英: Charity）は、イタリア盛期ルネサンスの画家アンドレア・デル・サルトの署名と年記のある1518年制作の絵画である。板上に油彩で描かれたが、キャンバスに移転されている。主題は、キリスト教の中でも最も重要な美徳である「慈愛」である。作品は、パリのルーヴル美術館に所蔵されている。

## 歴史
アンドレア・デル・サルトは、フランスで亡くなったレオナルド・ダ・ヴィンチの代わりにフランスに招聘された。本作は、アンドレア・デル・サルトがフランスにおいてフランソワ1世のためにフォンテーヌブロー派の様式で描いた数少ない作品のうちの1点である。とりわけ本作は確実に画家に帰属される唯一の作品であり、制作年は1518年6月から1519年3月までに限定される。それは、画面下部左側にあるカルトゥーシュ (銘板) に「ANDREAS. SARTUS. FLORENTINUS. ME PINXIT MDXVIII」という銘文があるからである。

## 作品
「慈愛」は授乳する母親や、子供たちをいく人も守るように抱える母親像で示されることが多い。作品は「慈愛」の擬人像を伝統的な要素とともに表している。それらの要素とは、彼女が保護し、授乳する子供たち以外に彼女の足元の炎の出ている壺、画面下部手前にある豊穣の象徴ザクロである。割れたザクロは、寛容さ、神への熱烈な愛も象徴する。また、「慈愛」の赤色の服は、燃えるような隣人愛の体現であるように思わせる。
画面は、当時のトスカーナ地方の美術の原理、すなわちレオナルドとラファエロによってすでに使い尽くされたピラミッド型構図にしたがって構築されている。「慈愛」の人物像は、脚を右側に曲げて座している。2人の子供は「慈愛」の膝の上に抱かれ、1人は授乳されている。3人目の子供はクッションの上に横たわり、「慈愛」の青色の衣服の裾によりかかっている。人物像の彫塑性はミケランジェロを想起させる。ピラミッド型構図とスフマートの技法は、レオナルドの『聖アンナと聖母子』 (ルーヴル美術館) の影響を示唆する。
背景の理想的な風景は右側に下降している小高い丘を表している。丘の上には、木々、城、小さな人物像が見える。
白亜 (チョーク) 色に特徴づけられる色彩の使用は、同時代のロッソ・フィオレンティーノとヤコポ・ダ・ポントルモがマニエリスム的な歪曲表現に向かった危機の端緒を垣間見せている。
アンドレア・デル・サルトは、伝統的な主題を牧歌的な家族の光景に変容させている。本作は、長い間待望されていた継嗣誕生を祝った寓意画であるとの解釈もある。「慈愛」の顔立ちは、フランソワ1世の妻クロードに似ている(彼女は、作品が描かれた前年に結婚したアンドレア・デル・サルトの妻ルクレツィアに似ているともいわれる)。木の実を差し出している左側の子供はシャルロット王女を理想化した姿で、寝ている子供は平和な裡に休むフランス国を象徴しているのかもしれない。